# Otto Placht - malír dzungle
Otto Placht - malír dzungle è un documentario del 2000 diretto da Alice Ruzicková e basato sulla vita del pittore ceco Otto Placht.